# Ricardo Fuller
Ricardo Dwayne Fuller, född 31 oktober 1979 i Kingston, Jamaica, är en jamaicansk fotbollsspelare (anfallare) som spelar för engelska Nantwich Town. Han spelade tidigare för Jamaicas herrlandslag i fotboll.

## Karriär

### Tivoli Gardens, Crystal Palace och Hearts
Fuller började sin karriär i Tivoli Gardens innan han flyttade till engelska Crystal Palace FC i februari 2001 för 1 miljon pund. Fuller tillbringade nästa säsong (2001/2002) på lån i skotska Hearts. Han gjorde där 8 mål på 27 matcher. Klubben hade dock inte råd att kontraktera Fuller, så engelska Preston North End snappade upp honom istället, för 500 000 pund.

### Preston North End och Portsmouth
Fuller gjorde mål i sin debut för Preston, i en 2-1-förlust hemma mot hans gamla klubb Crystal Palace. Snart kom han tyvärr att dra på sig en knäskada men kom tillbaka inför säsongen 2003/2004 med 6 mål på sina första fem matcher. Han gjorde totalt 19 mål denna säsong, vilket gjorde både Leeds och Portsmouth intresserade av honom. Fuller flyttade till Portsmouth i augusti 2004 för 1 miljon pund efter 31 mål på 63 matcher för Preston. I Portsmouth blev det dock ingen större succé och Alain Perrin lät Fuller lämna klubben, varefter han återförenas med gamle tränaren Harry Redknapp i Southampton FC.

### Southampton och Ipswich
I februari 2006 lånades Fuller ut till Ipswich där han gjorde två mål på tre matcher och fick två gula kort och ett rött. Han återvände till Southampton i slutet av mars. Tyvärr ingick han inte i George Burleys planer inför säsongen 2006/2007 och flyttade den 31 augusti 2006 till Stoke City. Fuller kom till Stoke City för en transfersumma på omkring 500 000 pund.

### Stoke City
Under sin första säsong i Stoke var Fuller deras bäste målgörare med 11 mål, men han var också spelaren med värst disciplin: 2 röda kort och 10 gula.
Under 2007-08 gjorde Fuller 15 mål inklusive ett hattrick mot West Bromwich på Britannia Stadium. Han kontrollerade också sin disciplin bättre den här säsongen och blev en av fansens klara favoritspelare.
Fuller gjorde Stoke Citys första Premier League-mål någonsin, en sen reducering vid en 3-1-förlust mot Bolton Wanderers i öppningsmatchen för säsongen 2008-09. Han gjorde tre ytterligare mål under följande matcher, varav ett mot storklubben Arsenal FC, en match som Stoke vann med 2-1 (det andra målet gjordes av nyförvärvet Seyi Olofinjana).